# Krzysztof Korycki
Krzysztof Korycki herbu Prus I (zm. 1677) – generał major wojsk koronnych, podkomorzy chełmiński w latach 1665–1676, chorąży kijowski w latach 1659–1665, chorąży nowogrodzkosiewierski w latach 1653–1659, dowódca polski, rotmistrz, a następnie pułkownik, starosta lisiański i nieszawski.
Urodził się w początkach XVII w., najpóźniej w 1612. W wojsku polskim Krzysztof Korycki służył od 1630 roku w stopniu rotmistrza. W 1648 brał udział w bitwie pod Korsuniem, skąd udało mu się przebić wraz z 600 grupą jazdy. Później walczył pod Konstantynowem, gdzie dowodził wojskiem prywatnym Dominika Zasławskiego w sile 1200 jazdy i dragonii.
Bił się pod Zborowem i pod Beresteczkiem. Kilka razy był posłem do Turcji. Dosłużył się stopnia pułkownika, następnie wziął udział w bitwie pod Batohem, gdzie dostał się do niewoli tatarskiej.
Latem 1652 został wysłany jako poseł polski do Bakczysaraju.
W czasach Potopu przeszedł na stronę Szwedów, a Karol Gustaw mianował go generałem majorem. Dopiero w 1659 wrócił na stronę Jana Kazimierza, otrzymując dowództwo nad regimentem piechoty i tytuł chorążego kijowskiego. W 1660 dowodząc regimentem piechoty niemieckiej wziął udział w bitwach pod Lubarem i pod Cudnowem.
Poseł sejmiku generalnego pruskiego na sejm 1664/1665 roku i sejm nadzwyczajny 1665 roku. Poseł województwa malborskiego na sejm wiosenny 1666 roku. Poseł województwa chełmińskiego na sejm jesienny 1666 roku. Poseł sejmiku generalnego pruskiego na sejm 1667 roku, sejm nadzwyczajny 1668 roku i sejm nadzwyczajny (abdykacyjny) 1668 roku. Poseł na sejm konwokacyjny 1668 roku z powiatów: tczewskiego i gdańskiego. Był członkiem konfederacji generalnej zawiązanej 5 listopada 1668 roku na tym sejmie.
W latach 1661–1668 pełnił funkcję komendanta w twierdzach Prus Królewskich. W czasie elekcji 1669 roku został sędzią generalnego sądu kapturowego. Poseł na sejm nadzwyczajny 1670 roku z województwa chełmińskiego. Pod wodzą Jana Sobieskiego walczył w 1673 pod Chocimiem i w 1675 pod Lesienicami.
Poseł sejmiku malborskiego województwa chełmińskiego na sejm 1677 roku.

## Literatura
- Mała Encyklopedia Wojskowa. Wydanie I. T. 2. Warszawa: Wydawnictwo Ministerstwa Obrony Narodowej, 1967.
- Wiesław Majewski: Korycki Krzysztof h. Prus I (zm. 1677). W: Polski Słownik Biograficzny. T. XIV/1. Wrocław – Warszawa – Kraków: Zakład Narodowy Imienia Ossolińskich, Wydawnictwo Polskiej Akademii Nauk, 1968, zeszyt 60, s. 138–141.